# André André
André Filipe Brás André (Vila do Conde, Vila do Conde, 26 de agosto de 1989), é um futebolista Português, que atua como meia. Atualmente, joga pelo Leixões, é filho do antigo jogador do FC Porto, António André.

## Carreira

### Vitória Sport Clube
Formado no Varzim, André André chegou ao Vitória em 2012/13, tornando-se rapidamente umas das figuras da equipa que venceu a Taça de Portugal em 2013. André André encerrou o segundo ciclo no Vitória de Guimarães, entre 2018/19 e 2021/22, com 18 golos em 88 jogos, depois de, no primeiro ciclo, entre 2012/13 e 2014/15, ter apontado 19 tentos em 102 partidas e vencido uma Taça de Portugal.

### Deportivo Corunha e FC Porto
Depois de ter iniciado a carreira profissional no Varzim, emblema em que cumpriu a maioria da formação, o médio representou também os espanhóis do Deportivo Corunha e o FC Porto, entre 2015/16 e 2017/18, temporada em que se sagrou campeão nacional.

### Empréstimo ao Al Ittihad
O emblema saudita apresentou uma proposta financeiramente irrecusável para o jogador e a SAD, que não queria perder um elemento tão importante, viu-se obrigada a cumprir a palavra dada aquando da última renovação, de que o deixaria sair no caso de surgir uma situação como esta que agora se verificou. 
O médio e capitão será cedido pelo Vitória ao Al Ittihad por seis meses, ficando o clube saudita com opção de compra no valor de 1 milhão de euros, apurou Record. Aos 32 anos, será a primeira aventura no estrangeiro para André André, ele que esta época foi utilizado por Pepa em 19 jogos e marcou dois golos.

## Seleção Nacional
Debutou pela Seleção Portuguesa principal em 31 de março de 2015 em partida amistosa contra Cabo Verde.

## Títulos
Porto
- Campeonato Português: 2017–18